# Kratocracia
Kratocracia (del griego κρατερός krateros, significando "fuerte"), es, según Montague, el gobierno de aquellos que son suficientemente fuertes para coger poder a través de la fuerza o la astucia. El término fue utilizado por Kropotkin en Ayuda Mutua: Un Factor de Evolución, pero ahora es raramente visto.